# Gradi della polizia locale dell'Umbria
I gradi della polizia locale dell'Umbria sono regolati dall'allegato C del Regolamento regionale n. 1 del 6 febbraio 2015.

## Tabelle riassuntive dei distintivi di grado

### Enti capoluogo di provincia
| Grado               | Distintivo per controspallina | Distintivo tubolare | Distintivo pettorale | Soggolo |
| ------------------- | ----------------------------- | ------------------- | -------------------- | ------- |
| Ufficiali superiori |                               |                     |                      |         |
| Colonnello          |                               |                     |                      |         |
| Tenente Colonnello  |                               |                     |                      |         |
| Ufficiali inferiori |                               |                     |                      |         |
| Maggiore            |                               |                     |                      |         |
| Capitano            |                               |                     |                      |         |
| Tenente             |                               |                     |                      |         |
| Sottotenente        |                               |                     |                      |         |
| Sottufficiali       |                               |                     |                      |         |
| Maresciallo         |                               |                     |                      |         |
| Agenti              |                               |                     |                      |         |
| Appuntato Scelto    |                               |                     |                      |         |
| Appuntato           |                               |                     |                      |         |
| Agente Scelto       |                               |                     |                      |         |
| Agente              |                               |                     |                      |         |

### Enti con popolazione superiore a 25.000 ab. o con qualifiche dirigenziali
| Grado               | Distintivo per controspallina | Distintivo tubolare | Distintivo pettorale | Soggolo |
| ------------------- | ----------------------------- | ------------------- | -------------------- | ------- |
| Ufficiali superiori |                               |                     |                      |         |
| Tenente Colonnello  |                               |                     |                      |         |
| Ufficiali inferiori |                               |                     |                      |         |
| Maggiore            |                               |                     |                      |         |
| Capitano            |                               |                     |                      |         |
| Tenente             |                               |                     |                      |         |
| Sottotenente        |                               |                     |                      |         |
| Sottufficiali       |                               |                     |                      |         |
| Maresciallo         |                               |                     |                      |         |
| Agenti              |                               |                     |                      |         |
| Appuntato Scelto    |                               |                     |                      |         |
| Appuntato           |                               |                     |                      |         |
| Agente Scelto       |                               |                     |                      |         |
| Agente              |                               |                     |                      |         |

### Enti con popolazione da 15.000 a 25.000 ab.
| Grado               | Distintivo per controspallina | Distintivo tubolare | Distintivo pettorale | Soggolo |
| ------------------- | ----------------------------- | ------------------- | -------------------- | ------- |
| Ufficiali superiori |                               |                     |                      |         |
| Maggiore            |                               |                     |                      |         |
| Ufficiali inferiori |                               |                     |                      |         |
| Capitano            |                               |                     |                      |         |
| Tenente             |                               |                     |                      |         |
| Sottotenente        |                               |                     |                      |         |
| Sottufficiali       |                               |                     |                      |         |
| Maresciallo         |                               |                     |                      |         |
| Agenti              |                               |                     |                      |         |
| Appuntato Scelto    |                               |                     |                      |         |
| Appuntato           |                               |                     |                      |         |
| Agente Scelto       |                               |                     |                      |         |
| Agente              |                               |                     |                      |         |

### Enti con popolazione inferiore a 15.000 ab. che hanno istituito un Corpo o espletano il servizio in forma associata
| Grado                  | Distintivo per controspallina | Distintivo tubolare | Distintivo pettorale | Soggolo |
| ---------------------- | ----------------------------- | ------------------- | -------------------- | ------- |
| Ufficiali (Comandante) |                               |                     |                      |         |
| Capitano               |                               |                     |                      |         |
| Ufficiali              |                               |                     |                      |         |
| Tenente                |                               |                     |                      |         |
| Sottotenente           |                               |                     |                      |         |
| Sottufficiali          |                               |                     |                      |         |
| Maresciallo            |                               |                     |                      |         |
| Agenti                 |                               |                     |                      |         |
| Appuntato Scelto       |                               |                     |                      |         |
| Appuntato              |                               |                     |                      |         |
| Agente Scelto          |                               |                     |                      |         |
| Agente                 |                               |                     |                      |         |

### Enti in cui non è istituito un Corpo
| Grado            | Distintivo per controspallina | Distintivo tubolare | Distintivo pettorale | Soggolo |
| ---------------- | ----------------------------- | ------------------- | -------------------- | ------- |
| Ufficiali        |                               |                     |                      |         |
| Tenente          |                               |                     |                      |         |
| Sottotenente     |                               |                     |                      |         |
| Sottufficiali    |                               |                     |                      |         |
| Maresciallo      |                               |                     |                      |         |
| Agenti           |                               |                     |                      |         |
| Appuntato Scelto |                               |                     |                      |         |
| Appuntato        |                               |                     |                      |         |
| Agente Scelto    |                               |                     |                      |         |
| Agente           |                               |                     |                      |         |

## Distintivi di grado e qualità funzionali
| Grado              | Distintivo di grado | Soggolo                                     | Qualità funzionale |
| ------------------ | --- | ------------------------------------------- | ------------------ |
| Colonnello         | n° 3 stelle a sei punte in metallo argentato bordate in rosso e una corona argentata del Comune a cinque torri                  | Soggolo in treccia argentato con n° 3 trine | Ufficiale di P.G.  |
| Tenente Colonnello | n° 2 stelle a sei punte in metallo argentato e una corona argentata del Comune a cinque torri                                   | Soggolo in treccia argentato con n° 2 trine | Ufficiale di P.G.  |
| Maggiore           | n° 1 stella a sei punte in metallo argentato e una corona argentata del Comune a cinque torri                                   | Soggolo in treccia argentato con n° 1 trina | Ufficiale di P.G.  |
| Capitano           | n° 3 stelle a sei punte in metallo argentato                                                                                    | Soggolo argentato con n° 3 trine            | Ufficiale di P.G.  |
| Tenente            | n° 2 stelle a sei punte in metallo argentato                                                                                    | Soggolo argentato con n° 2 trine            | Ufficiale di P.G.  |
| Sottotenente       | n° 1 stella a sei punte in metallo argentato                                                                                    | Soggolo argentato con n° 1 trina            | Ufficiale di P.G.  |
| Maresciallo        | n° 3 barrette in metallo argentato                                                                                              | Soggolo nero con n° 3 trine                 | Ufficiale di P.G.  |
| Appuntato Scelto   | Due galloncini d'argento con un gallone di colore rosso disposto a 'V' con il vertice verso l'esterno della controspallina      | Soggolo nero semplice                       | Agente di P.G.     |
| Appuntato          | Due galloncini di colore nero con un gallone di colore rosso disposto a 'V' con il vertice verso l'esterno della controspallina | Soggolo nero semplice                       | Agente di P.G.     |
| Agente Scelto      | Un gallone di colore rosso disposto a 'V' con il vertice verso l'esterno della controspallina                                   | Soggolo nero semplice                       | Agente di P.G.     |
| Agente             | Nessun distintivo di grado | Soggolo nero semplice                       | Agente di P.G.     |

## Criteri e modalità per l'attribuzione e la progressione del grado
I criteri e le modalità per l'attribuzione e la progressione dei gradi della Polizia Locale dell'Umbria sono normati dalla parte II dall'allegato B del Regolamento regionale del 6 febbraio 2015, n. 1 .
I gradi di primo accesso sono Agente, per il personale inquadrato nell'area degli istruttori (ex categoria contrattuale C), e Tenente, per il personale inquadrato nell'area dei funzionari e delle elevate qualificazioni (ex categoria contrattuale D).
L'avanzamento di grado è determinato da almeno quattro requisiti: anzianità, positiva valutazione annuale, assenza di sanzioni disciplinari e congruo aggiornamento professionale. I singoli Enti possono inoltre stabilire ulteriori requisiti per la progressione del grado.

### Progressione nei gradi superiori interni all'area degli istruttori (ex cat. C)
- da Agente ad Agente Scelto: 10 anni di esperienza in polizia municipale e provinciale;
- da Agente Scelto ad Appuntato: 10 anni di esperienza nel grado di Agente Scelto;
- da Appuntato ad Appuntato Scelto: 7 anni di esperienza nel grado di Appuntato;
- Maresciallo: grado ad esaurimento, assegnato a personale già nel ruolo di Specialista di Vigilanza prima del 01.04.1999 e inquadrato in ex cat. C.

### Progressione nei gradi superiori interni all'area dei funzionari e delle elevate qualificazioni (ex cat. D)
- Sottotenente: se già Maresciallo, inquadrato in ex cat. D con progressione verticale interna prima del 26.02.2015, senza automatica progressione;
- da Sottotenente a Tenente: 5 anni di esperienza nel grado di Sottotenente e ulteriori criteri di avanzamento nel grado che i singoli Enti interessati, nella loro autonomia, possono stabilire;
- Tenente: grado d’ingresso nell’area dei funzionari e dell’elevata qualificazione (ex cat. D);
- da Tenente a Capitano: 10 anni di esperienza nel grado di Tenente;
- da Capitano a Maggiore: 13 anni di esperienza nel grado di Capitano.